# Банатски Соколац
Банатски Соколац је мало село у Јужнобанатском округу, у Војводини. Припада општини Пландиште. Према попису из 2022. било је 178 становника

## Историја
Банатски Соколац је једно од мањих места у Војводини. На овом месту је у средњем веку постојало насеље под називом Биосег, које се први пут помиње 1375. године и које је припадало средњовековној Карашкој жупанији.
После тога, овде није било насеља све до краја Првог светског рата. Село је настањено почетком двадесетих година двадесетог века досељењем Личана из околине Грачаца, Босанаца из околине Босанског Петровца и Босанске Крупе као и неколико породица из Херцеговине. Пустара на месту где се данас налази село носила је назив Биосег, и била је у власништву грофице Каролине Карачоњи из Будимпеште. Ту је био њен летњиковац, од којег је касније постала основна школа. Тек 1933. када је грофица Карачоњи, након судског спора, продала имање, село добија име Банатски Соколац.

## Образовање
У селу постоји основна школа (до четири разреда) која једва да има по неколико ђака. У оквиру школског дворишта је и леп травнати терен за мали фудбал.

## Демографија
У насељу Банатски Соколац живи 287 пунолетних становника, а просечна старост становништва износи 45,0 година (43,8 код мушкараца и 46,1 код жена). У насељу има 143 домаћинства, а просечан број чланова по домаћинству је 2,56 (попис 2002).
Ово насеље је великим делом насељено Србима (према попису из 2002. године), а у последњих шест пописа, примећен је пад у броју становника.
|  |

| Демографија | Демографија | Демографија |
| Година      | Становника  | Становника  |
| ----------- | ----------- | ----------- |
| 1948.       | 893         |             |
| 1953.       | 869         |             |
| 1961.       | 728         |             |
| 1971.       | 622         |             |
| 1981.       | 458         |             |
| 1991.       | 369         | 349         |
| 2002.       | 366         | 382         |
| 2011.       | 272         |             |

| Етнички састав према попису из 2002.‍ | Етнички састав према попису из 2002.‍ | Етнички састав према попису из 2002.‍ | Етнички састав према попису из 2002.‍ | Етнички састав према попису из 2002.‍ |
| ------------------------------------ | ------------------------------------ | ------------------------------------ | ------------------------------------ | ------------------------------------ |
|                                      |                                      |                                      |                                      |                                      |
| Срби                                 | Срби                                 |                                      | 336                                  | 91,80%                               |
| Југословени                          | Југословени                          |                                      | 12                                   | 3,27%                                |
| Мађари                               | Мађари                               |                                      | 5                                    | 1,36%                                |
| Словаци                              | Словаци                              |                                      | 3                                    | 0,81%                                |
| Македонци                            | Македонци                            |                                      | 2                                    | 0,54%                                |
| Чеси                                 | Чеси                                 |                                      | 1                                    | 0,27%                                |
| Румуни                               | Румуни                               |                                      | 1                                    | 0,27%                                |
| непознато                            | непознато                            |                                      | 0                                    | 0,0%                                 |

| Година пописа     | 1948. | 1953. | 1961. | 1971. | 1981. | 1991. | 2002. |
| ----------------- | ----- | ----- | ----- | ----- | ----- | ----- | ----- |
| Број домаћинстава | 154   | 158   | 164   | 181   | 170   | 132   | 143   |

| Број чланова      | 1  | 2  | 3  | 4  | 5  | 6 | 7 | 8 | 9 | 10 и више | Просек |
| ----------------- | -- | -- | -- | -- | -- | - | - | - | - | --------- | ------ |
| Број домаћинстава | 39 | 50 | 16 | 20 | 11 | 5 | 2 | 0 | 0 | 0         | 2,56   |

| Пол    | Укупно | Неожењен/Неудата | Ожењен/Удата | Удовац/Удовица | Разведен/Разведена | Непознато |
| ------ | ------ | ---------------- | ------------ | -------------- | ------------------ | --------- |
| Мушки  | 145    | 29               | 98           | 16             | 2                  | 0         |
| Женски | 152    | 20               | 93           | 38             | 1                  | 0         |
| УКУПНО | 297    | 49               | 191          | 54             | 3                  | 0         |

| Пол    | Укупно                    | Пољопривреда, лов и шумарство | Рибарство                            | Вађење руде и камена | Прерађивачка индустрија       |
| ------ | ------------------------- | ----------------------------- | ------------------------------------ | -------------------- | ----------------------------- |
| Мушки  | 76                        | 28                            | 0                                    | 2                    | 23                            |
| Женски | 50                        | 14                            | 0                                    | 0                    | 20                            |
| УКУПНО | 126                       | 42                            | 0                                    | 2                    | 43                            |
| Пол    | Производња и снабдевање   | Грађевинарство                | Трговина                             | Хотели и ресторани   | Саобраћај, складиштење и везе |
| Мушки  | 1                         | 4                             | 10                                   | 2                    | 2                             |
| Женски | 0                         | 0                             | 6                                    | 0                    | 0                             |
| УКУПНО | 1                         | 4                             | 16                                   | 2                    | 2                             |
| Пол    | Финансијско посредовање   | Некретнине                    | Државна управа и одбрана             | Образовање           | Здравствени и социјални рад   |
| Мушки  | 0                         | 0                             | 3                                    | 0                    | 1                             |
| Женски | 1                         | 0                             | 1                                    | 4                    | 3                             |
| УКУПНО | 1                         | 0                             | 4                                    | 4                    | 4                             |
| Пол    | Остале услужне активности | Приватна домаћинства          | Екстериторијалне организације и тела | Непознато            | Непознато                     |
| Мушки  | 0                         | 0                             | 0                                    | 0                    | 0                             |
| Женски | 0                         | 0                             | 0                                    | 1                    | 1                             |
| УКУПНО | 0                         | 0                             | 0                                    | 1                    | 1                             |

## Ранији етнички састав
| Година | Укупно | Срби   | Југословени | Мађари | Македонци | Румуни | Словаци | Црногорци | Остали |
| 1991   | 369    | 93.49% | 2.71%       | 0.81%  | 0.81%     | 0.81%  | 0.27%   | 0.54%     | 0.37%  |